# 안토니우 드 올리베이라 살라자르
안토니우 드 올리베이라 살라자르(포르투갈어: António de Oliveira Salazar, 1889년 4월 28일 ~ 1970년 7월 27일)는 포르투갈의 정치인이다. 1932년부터 1968년까지 36년간 총리로 재임하며 독재 체제를 구축하였다.

## 생애
중부 산타콩바당의 평범한 집안에서 태어났다. 처음에는 비제우의 신학대학에서 성직자 교육을 받았으나, 코임브라 대학교에서 법학과 정치학을 전공했다. 그 후 코임브라 대학교에서 정치경제학 교수로 재직했다. 1926년 쿠데타 이후 경제 전문가로 1928년 재무장관에 임명되어 대공황 속에 성공적인 경제정책을 수행했다. 이 공로로 1932년 오스카르 카르모나 대통령은 그를 총리로 임명하였다. 그 다음해 이스타두 노부(포르투갈어: Estado Novo) 체제를 도입하고 국민동맹을 조직하여 1당 독재체제를 구축했다. 그의 정권은 총리에게 권한을 집중시키고 경제개발에 집중한 권위주의적 성격을 가졌다.
1936년 스페인 내전 때 프란시스코 프랑코를 지원했으나, 스페인과 달리 제2차 세계대전 때는 중립을 지키면서 연합국을 원조하였다. 하지만 몰래 나치를 원조하기도 하였으며 유대인 수용소를 짓는 등 나치의 방식을 모방하였다. 전쟁 후에는 서방측에 가담하여 북대서양 조약기구(NATO)에 참여하며 국제적 지위를 보장받았다. 1951년 카르모나 대통령이 사망하여 대통령이 바뀌었으나, 그는 계속 총리로 재임할 수 있었다. 1960년대에는 아프리카의 다른 나라 식민지들이 대부분 독립한 것과 달리 식민지 정책을 계속 유지하여 국제적인 비난을 받았다.
1968년 8월, 휴식중 해먹에서 떨어져 머리를 다쳐 의식 불능 상태가 되어 그 해 9월 25일에 부득이 해임되었다. 해임된 후 의식을 되찾았으나, 이미 후임 총리가 선출되었기 때문에 복귀하지 못했다. 이후 그의 측근들은 그가 자신이 해임되었다는 소식을 들으면 논란이 일어날 수 있어 그를 남부 휴양지로 보내 가짜 문서에 서명하게 하여 그가 아직 총리직을 수행하게끔 믿게 만들었다. 1970년 81세의 나이에 건강이 악화되어 세상을 떠났으며, 민주화는 1974년에야 혁명이 일어나면서 이루어졌다.